# Brachyolene flavolineata
Brachyolene flavolineata là một loài bọ cánh cứng trong họ Cerambycidae.